# Gunnarp, Mjölby

Gunnarp är en gård i Mjölby socken, Mjölby kommun, Östergötlands län, den tillhörde tidigare Sörby socken. Gården bestod av 3⁄4 mantal.

## Ägare av gården
- 1875-1879 - Häradsdomare Olof Larsson i Egeby
- 1885-1910 - Tegelslagaren Johan August Jonsson (1824-)